# 감시탑 (소방)

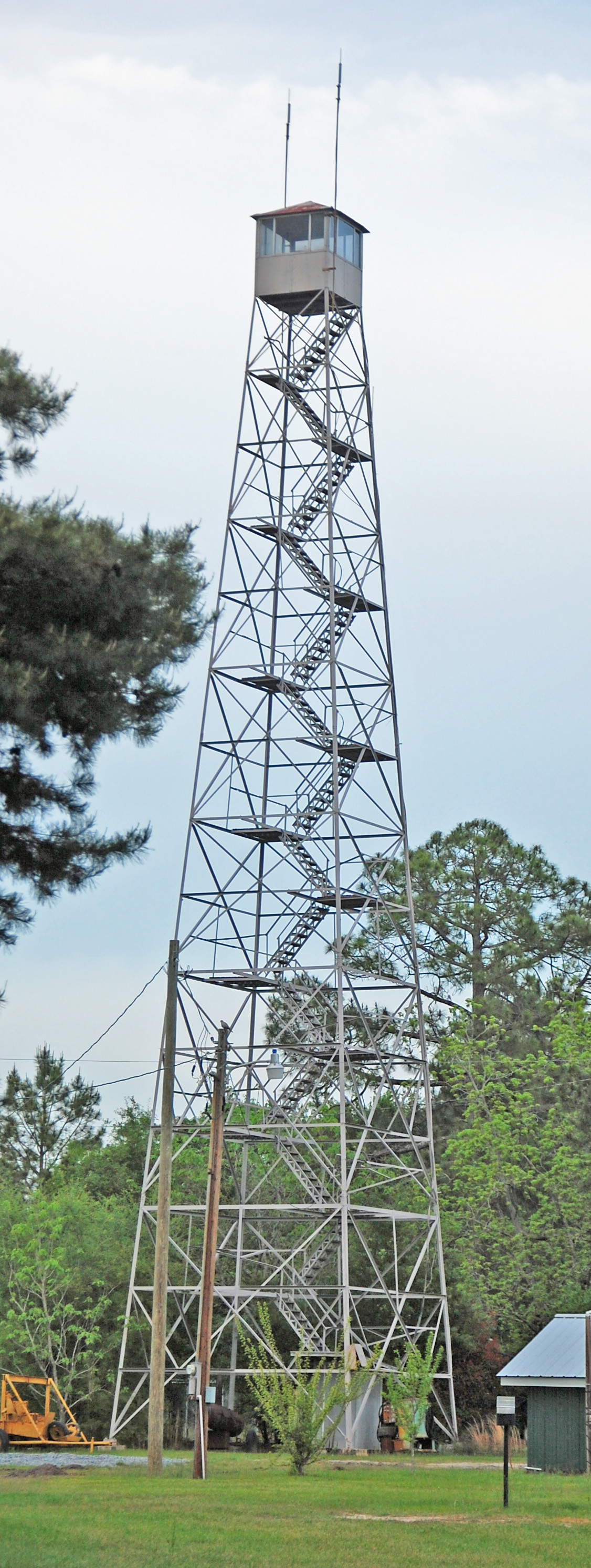
미국 조지아주의 감시탑

소방에서의 감시탑(監視塔)은 화재를 감시하기 위한 탑이다. 일반적으로 산 정상이나 다른 높은 전망대에 있는 작은 건물이다. 이 탑에서 화재를 확인 하고 산불 진압대를 요청할 수 있다. 감시탑은 또한 날씨 변화를 보고하고 폭풍 중에 번개가 치는 위치를 표시한다. 점화하는 경우 번개가 치는 위치는 그 후 며칠 동안 모니터링된다.